# Avon (Connecticut)
Avon è un comune di 17.209 abitanti degli Stati Uniti d'America, situato nella Contea di Hartford nello Stato del Connecticut.